# Ornithogalum umbellatum
Ornithogalum umbellatum es una planta bulbosa perenne de la familia Asparagaceae, oriunda de la mayor parte de Europa central y meridional, el noroeste de África y suroeste de Asia. En Norteamérica, además de cultivarla como ornamental se ha extendido de forma silvestre por muchas zonas.

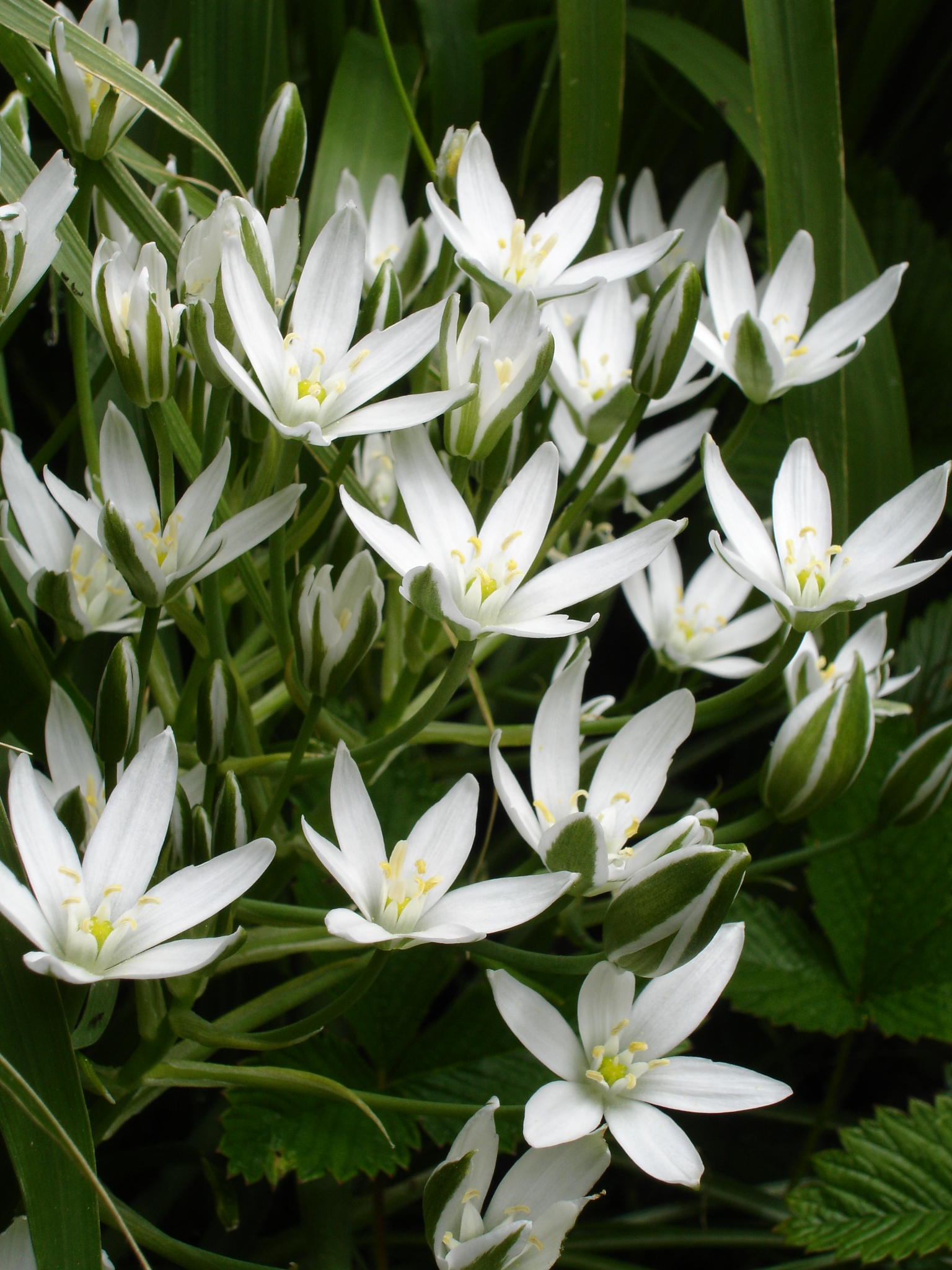
Inflorescencia

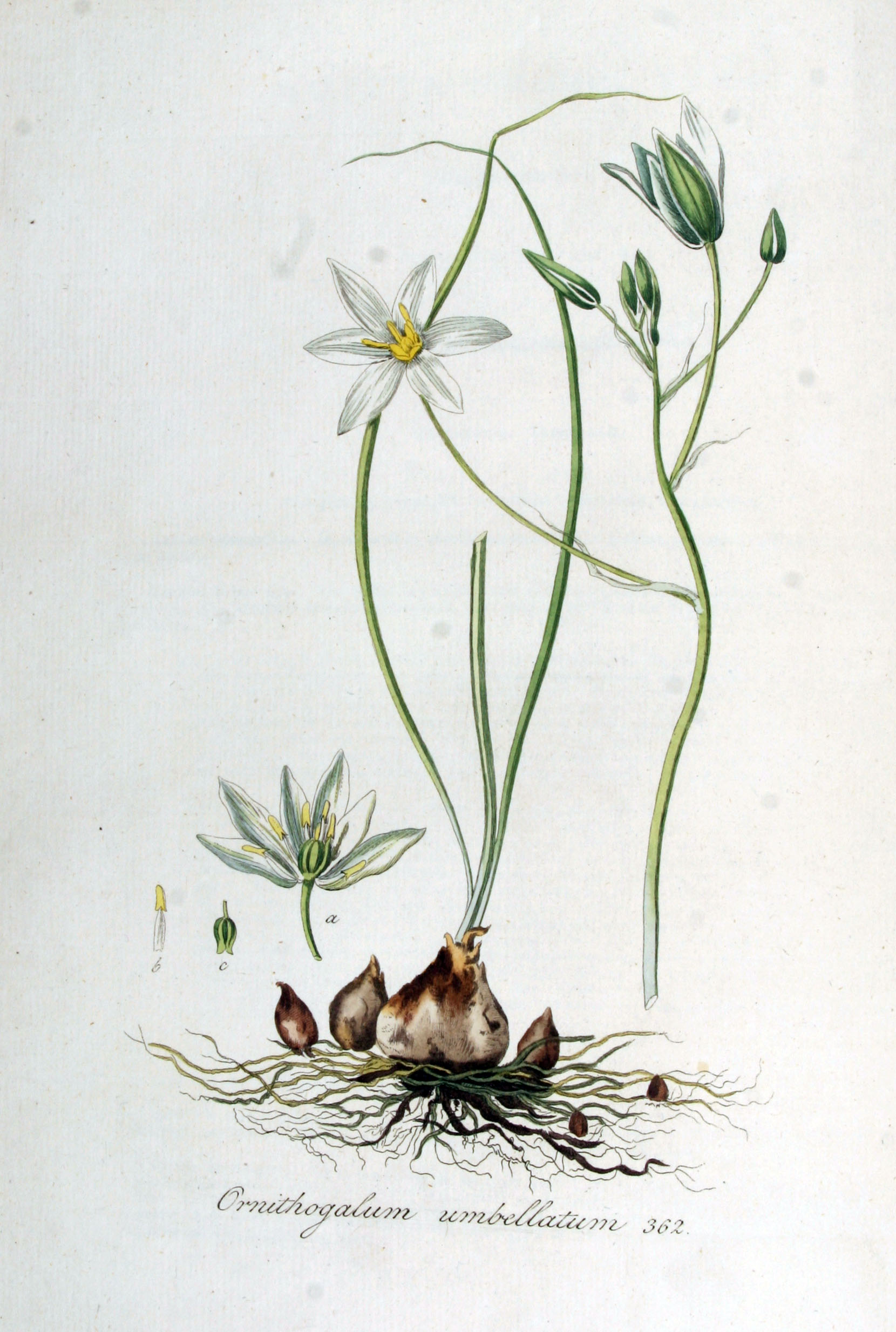
Ilustración

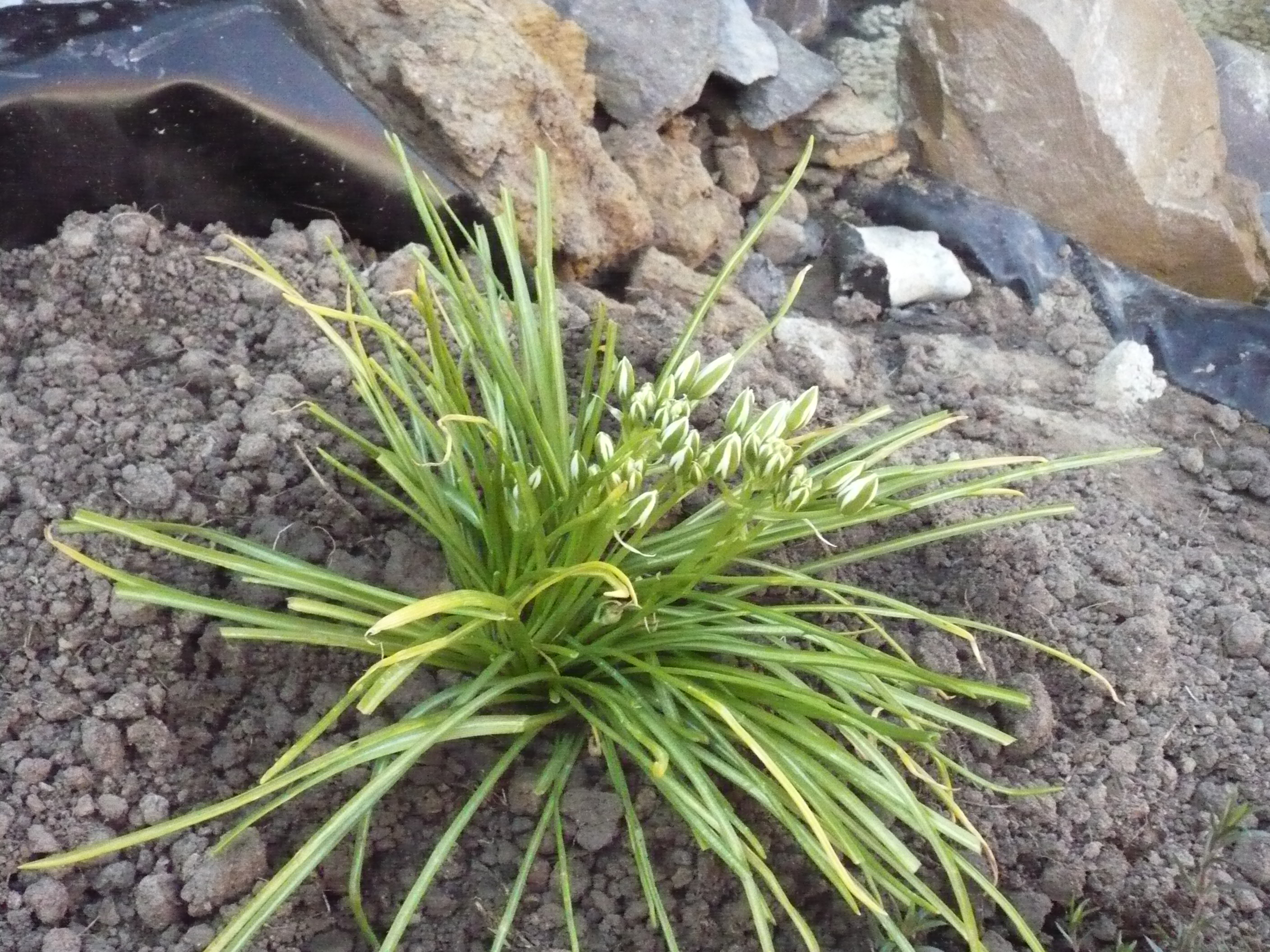
Vista de la planta

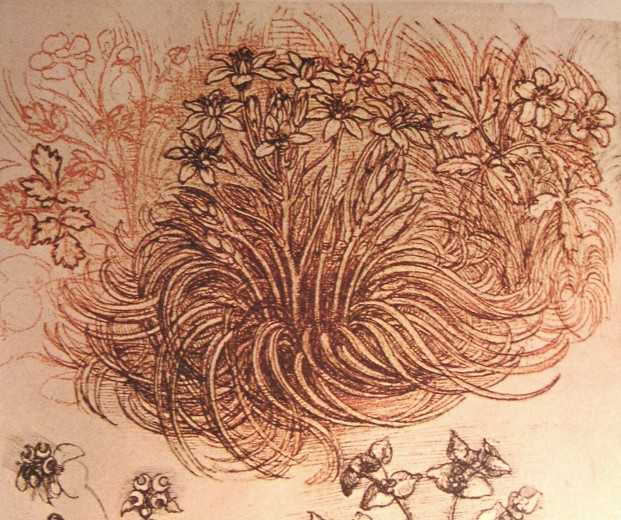
Bosquejo botánico de Leonardo da Vinci. La especie se llama una "estrella blanca" y está especialmente presente en la pintura Leda y el cisne

## Descripción
Es la especie tipo de su género, con bulbos de 15-25 mm largo por 18-32 mm de diámetro. Tiene de 6 a 10 hojas lineares con una banda blanca en el haz de unos 30 cm largo y 8 mm ancho con un escapo de 10-30 cm. Las flores se agrupan en un corimbo racemoso compuesto por 6 a 20 florecillas blancas con una franja verde.

## Cultivo
Esta planta requiere considerable humedad durante el invierno y la primavera, pero tolera la sequía en verano. Se puede cultivar en un jardín tipo boscoso como especie de semi sombra.
Florece en abril-mayo en el sur de Europa

## Usos
Antiguamente se consideraban los bulbos como diuréticos y laxantes. También como emolientes (para reblandecer quistes y tumores de distinto tipo).
No ingerir, son tóxicos.
Es una de las Flores de Bach usadas como esencia sola o combinada con otras. Actúa sobre los efectos de las situaciones traumáticas sean estas agudas o crónicas.

## Taxonomía
Ornithogalum umbellatum fue descrita por Carlos Linneo y publicado en Species Plantarum 1: 307. 1753.
Etimología
Ornithogalum: nombre genérico que deriva de las voces griegas  ornithos (pájaro) y gala (leche), por lo que la traducción sería "leche de pájaro". Para algunos autores, este nombre se refiere al color de las flores de muchas especies del género. Para otros, "leche de pájaro" alude a las palabras que aparentemente utilizaban los romanos para indicar que algo es maravilloso.
umbellatum: epíteto latino que significa "con umbelas".
Sinonimia
- Hyacinthus umbellatus (L.) E.H.L.Krause
- Ornithogalum affine Boreau
- Ornithogalum angustifolium Boreau
- Ornithogalum boraeanum Jord. & Fourr.
- Ornithogalum campestre (Savi) Prain
- Ornithogalum cespititium Jord. & Fourr.
- Ornithogalum comosum subsp. garganicum (Ten.) Nyman
- Ornithogalum corymbosum Gaterau
- Ornithogalum dioscoridis Bubani
- Ornithogalum garganicum Ten.
- Ornithogalum horologicum Stokes
- Ornithogalum minus L.
- Ornithogalum nanum Ten.
- Ornithogalum parviflorum Jord. & Fourr.
- Ornithogalum praetextum Steven ex Kunth
- Ornithogalum preumbellatum Candargy
- Ornithogalum rusticum Jord. & Fourr.
- Ornithogalum stellare Salisb.
- Ornithogalum tardans Jord. & Fourr.
- Ornithogalum vulgare Sailer
- Scilla campestris Savi
- Stellaris corymbosa (Gaterau) Moench[10][11]

## Nombres vernáculos
Leche de gallina, leche de pájaro, leche de ave, estrella de Belén.